# Świerklaniec (gromada)
Świerklaniec – dawna gromada, czyli najmniejsza jednostka podziału terytorialnego Polskiej Rzeczypospolitej Ludowej w latach 1954–1972.
Gromady, z gromadzkimi radami narodowymi (GRN) jako organami władzy najniższego stopnia na wsi, funkcjonowały od reformy reorganizującej administrację wiejską przeprowadzonej jesienią 1954 do momentu ich zniesienia z dniem 1 stycznia 1973, tym samym wypierając organizację gminną w latach 1954–1972.
Gromadę Świerklaniec z siedzibą GRN w Świerklańcu utworzono – jako jedną z 8759 gromad na obszarze Polski – w powiecie tarnogórskim w woj. stalinogrodzkim, na mocy uchwały nr 23/54 WRN w Stalinogrodzie z dnia 5 października 1954. W skład jednostki weszły obszary dotychczasowych gromad Chechło Nowe, Orzech (z wyłączeniem niektórych parceli z karty 1 obrębu Orzech) i Świerklaniec (z wyłączeniem niektórych parceli z kart 1 i 2 obrębu Świerklaniec) ze zniesionej gminy Świerklaniec, a także parcele nr nr kat. 1031/364 i 1028/360 z karty 1 obrębu Żyglin oraz parcele nr nr kat. 87/213 i 88/214 z karty 2 obrębu Świerklaniec z dotychczasowej gromady Żyglin ze zniesionej gminy Miasteczko Śląskie, w tymże powiecie. Dla gromady ustalono 27 członków gromadzkiej rady narodowej.
20 grudnia 1956 województwo stalinogrodzkie przemianowano (z powrotem) na katowickie.
Gromada przetrwała do końca 1972 roku, czyli do kolejnej reformy gminnej. 1 stycznia 1973 w powiecie tarnogórskim reaktywowano gminę Świerklaniec.